# Michael Roberts (Historiker)
Michael Roberts (* 21. Mai 1908 in Lytham St Annes, Lancashire; † 31. Dezember 1996) war ein britischer Historiker, der sich vor allem mit schwedischer Geschichte des 16. bis 18. Jahrhunderts befasste.

## Leben
Michael Roberts, der Sohn eines Ingenieurs, ging in Brighton zur Schule und studierte ab 1927 Geschichte in Oxford (Worcester College). Er erhielt 1930 seinen Abschluss mit Bestnoten und gewann ein Stipendium nach Princeton, wo er 1931 war. 1932 gewann er den Gladstone Memorial Prize mit einer mediävistischen Arbeit und wurde Lecturer und Tutor am Merton College in Oxford und kurzzeitig Assistant Lecturer an der University of Liverpool. 1935 wurde er in Oxford promoviert mit einer Dissertation über die Whig-Partei Anfang des 19. Jahrhunderts. 1935 bis 1953 unterrichtete er als Professor am Rhodes University College in Grahamstown in Südafrika, wo er beschloss sich schwedischer Geschichte zuzuwenden und die Sprache studierte. Er diente im Zweiten Weltkrieg in Ostafrika und war 1944 bis 1946 Leiter des British Council in Stockholm. 1954 bis zur Emeritierung 1973 war er Professor für Modern History an der Queen’s University Belfast.

## Werk
Roberts verfasste unter anderem eine Biographie von Gustav Adolf, die bei Erscheinen unter anderem von Hugh Trevor-Roper und Christopher Hill hochgelobt wurde. 1980 veröffentlichte er ein auf ausführlichen Archivstudien beruhendes Buch über die britische Diplomatie und Schweden im 18. Jahrhundert. Neben schwedischer Geschichte der frühen Neuzeit befasste er sich auch mit britischer Geschichte.
Aufgrund von Studien der Militärgeschichte Schwedens und der Niederlande im Zeitraum von 1560 bis 1660 formulierte er 1955 in seiner Antrittsvorlesung in Belfast die einflussreiche These der Militärischen Revolution (Revolution in Military Affairs, RMA) in der frühen Neuzeit, die in Europa durch die Einführung neuer Taktiken und Innovationen zu wesentlichen Verbesserungen in der Kriegführung und zu stehenden Heeren  basierend auf an Schusswaffen professionell ausgebildeten Infanteristen führte. Zentrale Figuren waren dabei Moritz von Nassau, der sich an römischen Vorbildern orientierte, und Gustaf Adolf, der zum Beispiel den Infanterieeinheiten Artillerie zuordnete und neue offensive, schockartige Kavallerieattacken durchführte. Das wurde später unter anderem von Geoffrey Parker aufgegriffen und durch frühere Entwicklungen in der italienischen Renaissance (wie Verbesserung von Festungsanlagen) ergänzt, und ebenso von Clifford J. Rogers, der die Revolution noch weiter in die Zeit des Hundertjährigen Krieges und das Aufkommen der Dominanz der Infanterie und von Artillerie auf dem Schlachtfeld vorverlegte. Die These fand aber auch Kritiker (Jeremy Black, der die eigentliche Revolution in eine spätere Zeit verlegte, insbesondere die Zeit Ludwigs XIV, und Christopher Duffy).
Michael Roberts übersetzte auch Gedichte von Birger Sjöberg und Carl Michael Bellman ins Englische.

## Mitgliedschaften und Ehrungen
Er war Mitglied der British Academy (Fellow, 1960), der Royal Irish Academy und der Kungliga Vitterhets Historie och Antikvitets Akademien und Ehrendoktor der Universität Stockholm, der Queen’s University Belfast und der Rhodes University. Roberts erhielt den schwedischen Nordstern-Orden.

## Schriften
- The Military Revolution, 1560–1660, Belfast 1956, Nachdruck in seinen Essays in: Swedish History, London, 1967, S. 195–225.
- The Whig Party, 1807–1812, Macmillan 1939.
- Gustavus Adolphus. A History of Sweden 1611–1632, 2 Bände, Longmans 1953, 1958.
- Essays in Swedish History, London 1967.
- Sweden as a great power, 1611–1697, London 1968.
- The early Vasas. A History of Sweden 1523–1611, Cambridge 1968.
- Gustavus Adolphus and the Rise of Sweden, London 1973.
- The Swedish imperial experience, 1560–1718, Cambridge 1979.
- British Diplomacy and Swedish Politics, 1758–1773, 1980.
- The Age of Liberty. Sweden 1719–1772, Cambridge 1986.
- From Oxenstierna to Charles XII. Four studies, Cambridge University Press 1991.
- mit Alfred Ernest Grey Trollip: The South African Opposition 1939–1945, London 1947.
- The naive historian. An undelivered Inaugural. In: Comment, Band 18, 1995, S. 3.